# Skorkov (Boêmia Central)
Skorkov é uma comuna checa localizada na região da Boêmia Central, distrito de Mladá Boleslav.